# Cantón de Toulouse-7
El cantón de Toulouse-7 es una división administrativa francesa, situada en el departamento de Alto Garona y la región de Mediodía-Pirineos.

## Composición
El cantón de Toulouse-7 incluye la parte de la ciudad formada por los barrios:
- Amouroux
- Colonne Marengo
- Jolimont
- La Gloire
- La Juncasse
- La Roseraie
- Louis Plana
- Soupetard